# Swissôtel Métropole (Genebra)
O Swissôtel Métropole é um Grande Hotel em Genève na Suíça e localizado  em frente ao Jardim inglês.
A Swissôtel Hotels & Resorts  começou Suíça na para oferecer a comodidade de um Grande Hotel no centro das cidades suíças. São geridos pela FRHI Hotels & Resorts pertencentes ao grupo Fairmont, Raffles, and Swissôtel .

## Direcção
Swissôtel Métropole 

34, Quai du Général Guisan

 CH 1204 Genève 